# Japan Open 1995
Die Japan Open 1995 im Badminton fanden vom 24. bis zum 29. Januar 1995 in Tokio statt.

## Sieger und Platzierte
| Disziplin    | Gold                        | Silber                         | Bronze                       |
| ------------ | --------------------------- | ------------------------------ | ---------------------------- |
| Herreneinzel | Heryanto Arbi               | Joko Suprianto                 | Ardy Wiranata                |
| Herreneinzel | Heryanto Arbi               | Joko Suprianto                 | Alan Budikusuma              |
| Dameneinzel  | Susi Susanti                | Bang Soo-hyun                  | Lim Xiaoqing                 |
| Dameneinzel  | Susi Susanti                | Bang Soo-hyun                  | Ye Zhaoying                  |
| Herrendoppel | Ricky Subagja Rexy Mainaky  | Rudy Gunawan Bambang Suprianto | Cheah Soon Kit Yap Kim Hock  |
| Herrendoppel | Ricky Subagja Rexy Mainaky  | Rudy Gunawan Bambang Suprianto | Simon Archer Chris Hunt      |
| Damendoppel  | Ge Fei Gu Jun               | Finarsih Lili Tampi            | Julie Bradbury Joanne Goode  |
| Damendoppel  | Ge Fei Gu Jun               | Finarsih Lili Tampi            | Peng Xinyong Zhang Jin       |
| Mixed        | Thomas Lund Marlene Thomsen | Tri Kusharyanto Minarti Timur  | Kang Kyung-jin Jang Hye-ock  |
| Mixed        | Thomas Lund Marlene Thomsen | Tri Kusharyanto Minarti Timur  | Kim Dong-moon Kim Shin-young |

## Finalergebnisse
| Disziplin    | Sieger                      | Finalist                       | Ergebnis           |
| ------------ | --------------------------- | ------------------------------ | ------------------ |
| Herreneinzel | Heryanto Arbi               | Joko Suprianto                 | 15-8, 15-8         |
| Dameneinzel  | Susi Susanti                | Bang Soo-hyun                  | 11-7, 12-11        |
| Herrendoppel | Ricky Subagja Rexy Mainaky  | Rudy Gunawan Bambang Suprianto | 15-8, 15-9         |
| Damendoppel  | Ge Fei Gu Jun               | Finarsih Lili Tampi            | 15-11, 15-8        |
| Mixed        | Thomas Lund Marlene Thomsen | Tri Kusharyanto Minarti Timur  | 15-4, 14-17, 15-10 |

## Ergebnisse

### Herreneinzel
- Ge Cheng –  Ronald Magnaye: 15-7 / 15-3
- Darren Hall –  Hidetaka Yamada: 15-9 / 15-4
- Yong Hock Kin –  Norihisa Nakamura: 15-2 / 15-8
- Fumihiko Machida –  Ian Gil Piencenaves: 15-3 / 15-6
- Ahn Jae-chang –  Allan De Leon: 15-0 / 15-5
- Kusamao Suzuki –  Jaime Llanes: 15-8 / 15-3
- Foo Kok Keong –  Oliver Pongratz: 15-5 / 15-3
- Fung Permadi –  Rocky Magnaye: 15-4 / 15-5
- Shinji Bito –  Mahbubur Rob: 15-7 / 15-4
- Poul-Erik Høyer Larsen –  Nikolai Sujew: 15-0 / 15-8
- Takahiro Suka –  Antonio Mance jr.: 15-10 / 15-9
- Lin Liwen –  Sompol Kukasemkij: 15-3 / 17-14
- Anders Nielsen –  Hannes Fuchs: 18-17 / 15-7
- Lioe Tiong Ping –  Kohichi Kuwano: 15-6 / 18-13
- Masafumi Hanada –  Melvin Llanes: 10-15 / 15-8 / 15-8
- Peter Espersen –  Roslin Hashim: 8-15 / 15-8 / 15-9
- Hideaki Motoyama –  Anthony Ave: 15-3 / 15-5
- Peter Rasmussen –  Harutaka Nagayama: w.o.
- Jeroen van Dijk –  Sarwar Hussain: w.o.
- Andrei Antropow –  Yasumasa Tsujita: w.o.
- Rashid Sidek –  Takaaki Hayashi: w.o.
- Hermawan Susanto –  Pontus Jäntti: w.o.
- Hu Zhilang –  Chang Jeng-shyuang: w.o.
- Seiichi Watanabe –  Kazi Hasibur Rahman: w.o.
- Wong Wai Lap –  Kazuhiro Honda: w.o.
- Park Sung-woo –  Mohammed Hussain: w.o.
- Ardy Wiranata –  Peter Rasmussen: 15-6 / 15-6
- Ge Cheng –  Darren Hall: 10-15 / 15-8 / 15-12
- Jeroen van Dijk –  Fumihiko Machida: 17-14 / 15-12
- Heryanto Arbi –  Andrei Antropow: 15-5 / 15-9
- Rashid Sidek –  Ahn Jae-chang: 15-12 / 15-4
- Hermawan Susanto –  Kusamao Suzuki: 17-14 / 15-5
- Hu Zhilang –  Seiichi Watanabe: 15-1 / 15-10
- Fung Permadi –  Foo Kok Keong: 15-6 / 15-10
- Poul-Erik Høyer Larsen –  Shinji Bito: 15-7 / 15-5
- Lin Liwen –  Takahiro Suka: 15-2 / 15-3
- Joko Suprianto –  Wong Wai Lap: 15-8 / 15-7
- Lioe Tiong Ping –  Anders Nielsen: 15-12 / 14-18 / 15-8
- Park Sung-woo –  Peter Espersen: 12-15 / 17-16 / 15-1
- Alan Budikusuma –  Hideaki Motoyama: 15-1 / 15-7
- Yong Hock Kin –  Sun Jun: w.o.
- Masafumi Hanada –  Dong Jiong: w.o.
- Ardy Wiranata –  Ge Cheng: 15-5 / 15-11
- Jeroen van Dijk –  Yong Hock Kin: 15-9 / 15-2
- Heryanto Arbi –  Rashid Sidek: 11-15 / 15-5 / 15-11
- Hermawan Susanto –  Hu Zhilang: 18-14 / 15-7
- Fung Permadi –  Poul-Erik Høyer Larsen: 9-15 / 15-9 / 18-16
- Joko Suprianto –  Lin Liwen: 15-3 / 15-9
- Lioe Tiong Ping –  Masafumi Hanada: 15-2 / 15-6
- Alan Budikusuma –  Park Sung-woo: 7-15 / 15-5 / 15-7
- Ardy Wiranata –  Jeroen van Dijk: 15-5 / 15-11
- Heryanto Arbi –  Hermawan Susanto: 11-15 / 15-5 / 15-11
- Joko Suprianto –  Fung Permadi: 15-3 / 15-9
- Alan Budikusuma –  Lioe Tiong Ping: 11-15 / 18-17 / 15-12
- Heryanto Arbi –  Ardy Wiranata: 15-6 / 10-15 / 15-4
- Joko Suprianto –  Alan Budikusuma: 15-4 / 15-3
- Heryanto Arbi –  Joko Suprianto: 15-8 / 15-8

### Dameneinzel
- Dai Yun –  Margit Borg: 11-1 / 11-6
- Huang Chia-chi –  Amparo Lim: 11-2 / 11-1
- Joanne Muggeridge –  Satomi Igawa: 11-3 / 11-7
- Ika Heny –  Junko Yamada: 11-0 / 11-2
- Christine Magnusson –  Jaroensiri Somhasurthai: 11-5 / 11-3
- Hisako Mizui –  Kennie Asuncion: 11-3 / 11-2
- Hsui Yu-lin –  Hiromi Yamada: 12-10 / 11-4
- Lee Joo Hyun –  Eri Ichihashi: 11-1 / 11-0
- Pornsawan Plungwech –  Masako Sakamoto: 11-3 / 11-7
- Hu Ning –  Akiko Michiue: 11-4 / 11-3
- Susi Susanti –  Chikako Nakayama: 11-3 / 11-1
- Jihyun Marr –  Dai Yun: 10-12 / 12-10 / 11-8
- Camilla Martin –  Aiko Tsuda: 11-0 / 11-0
- Yasuko Mizui –  Huang Chia-chi: 11-5 / 12-10
- Ye Zhaoying –  Saori Itoh: 11-8 / 11-4
- Takako Ida –  Joanne Muggeridge: 3-11 / 11-4 / 12-9
- Ra Kyung-min –  Yoshiko Ohta: 11-4 / 11-8
- Ika Heny –  Christine Magnusson: 11-3 / 12-9
- Hisako Mizui –  Hsui Yu-Lin: 11-8 / 11-3
- Mia Audina –  Kyoko Komuro: 11-1 / 11-1
- Lee Joo Hyun –  Yao Yan: 7-11 / 11-6 / 11-3
- Lim Xiaoqing –  Yumi Akashi: 11-7 / 11-2
- Catrine Bengtsson –  Pornsawan Plungwech: 8-11 / 11-4 / 11-6
- Han Jingna –  Mariko Nakayama: 11-6 / 11-3
- Hu Ning –  Yuliani Santosa: 11-2 / 12-10
- Bang Soo-hyun –  Michiko Sasaki: 11-2 / 11-1
- Susi Susanti –  Jihyun Marr: 11-8 / 5-11 / 12-9
- Camilla Martin –  Yasuko Mizui: 11-4 / 11-8
- Ye Zhaoying –  Takako Ida: 11-3 / 11-1
- Ra Kyung-min –  Ika Heny: 11-5 / 11-7
- Mia Audina –  Hisako Mizui: 11-3 / 11-6
- Lim Xiaoqing –  Lee Joo Hyun: 11-2 / 11-2
- Han Jingna –  Catrine Bengtsson: 11-3 / 11-7
- Bang Soo-hyun –  Hu Ning: 11-6 / 11-4
- Susi Susanti –  Camilla Martin: 11-6 / 11-4
- Ye Zhaoying –  Ra Kyung-min: 6-11 / 11-6 / 11-9
- Lim Xiaoqing –  Mia Audina: 11-4 / 11-9
- Bang Soo-hyun –  Han Jingna: 7-11 / 12-11 / 11-1
- Susi Susanti –  Ye Zhaoying: 11-5 / 11-3
- Bang Soo-hyun –  Lim Xiaoqing: 11-3 / 11-6
- Susi Susanti –  Bang Soo-hyun: 11-7 / 12-11

### Herrendoppel
- Daisuke Kawamori /  Hideki Yoshikawa –  Allan De Leon /  Ronald Magnaye: 15-7 / 15-1
- Andrei Antropow /  Nikolai Sujew –  Sarwar Hussain /  Mahbubur Rob: w.o.
- Ricky Subagja /  Rexy Mainaky –  Shinji Ohta /  Takuya Takehana: 15-4 / 15-8
- Soo Beng Kiang /  Tan Kim Her –  Jaime Llanes /  Ian Gil Piencenaves: 15-1 / 15-3
- Pramote Teerawiwatana /  Sakrapee Thongsari –  Takashi Ishii /  Tomomasa Otani: 9-15 / 15-12 / 15-12
- Kang Kyung-jin /  Kim Dong-moon –  Liang Qing /  Tao Xiaoqiang: 15-4 / 15-9
- Roslin Hashim /  John Quinn –  Hiroki Eto /  Tatsuya Yanagiya: 15-7 / 15-6
- Simon Archer /  Chris Hunt –  Melvin Llanes /  Antonio Mance jr.: 15-6 / 15-7
- Cheah Soon Kit /  Yap Kim Hock –  Daisuke Kawamori /  Hideki Yoshikawa: 15-2 / 15-4
- Nick Ponting /  Julian Robertson –  Akihiro Kishida /  Koji Ohyama: 6-15 / 15-3 / 15-12
- S. Antonius Budi Ariantho /  Denny Kantono –  Alfredo Costabile /  Hideo Okabe: 15-3 / 15-5
- Huang Zhanzhong /  Jiang Xin –  Chan Siu Kwong /  He Tim: 15-3 / 15-7
- Rudy Gunawan /  Bambang Suprianto –  Anthony Ave /  Rocky Magnaye: 15-3 / 15-1
- Jon Holst-Christensen /  Thomas Lund –  Akihiro Kishida /  Koji Ohyama: w.o.
- Andrei Antropow /  Nikolai Sujew –  Fumihiko Machida /  Koji Miya: w.o.
- Peter Axelsson /  Pär-Gunnar Jönsson –  Takaaki Hayashi /  Norio Imai: w.o.
- Ha Tae-kwon /  Lee Dong-soo –  David Bamford /  Craig Booley: w.o.
- Takuya Katayama /  Yuzo Kubota –  Mohammed Hussain /  Kazi Hasibur Rahman: w.o.
- Ricky Subagja /  Rexy Mainaky –  Soo Beng Kiang /  Tan Kim Her: 15-12 / 15-4
- Pramote Teerawiwatana /  Sakrapee Thongsari –  Kang Kyung-jin /  Kim Dong-moon: 9-15 / 15-4 / 15-5
- Cheah Soon Kit /  Yap Kim Hock –  Peter Axelsson /  Pär-Gunnar Jönsson: 15-4 / 15-10
- Huang Zhanzhong /  Jiang Xin –  Ha Tae-kwon /  Lee Dong-soo: 17-16 / 15-7
- Rudy Gunawan /  Bambang Suprianto –  Takuya Katayama /  Yuzo Kubota: 15-13 / 15-7
- Roslin Hashim /  John Quinn –  Jon Holst-Christensen /  Thomas Lund: w.o.
- Simon Archer /  Chris Hunt –  Andrei Antropow /  Nikolai Sujew: w.o.
- S. Antonius Budi Ariantho /  Denny Kantono –  Nick Ponting /  Julian Robertson: w.o.
- Ricky Subagja /  Rexy Mainaky –  Pramote Teerawiwatana /  Sakrapee Thongsari: 15-3 / 15-8
- Simon Archer /  Chris Hunt –  Roslin Hashim /  John Quinn: 15-7 / 15-2
- Cheah Soon Kit /  Yap Kim Hock –  S. Antonius Budi Ariantho /  Denny Kantono: 15-5 / 16-18 / 15-8
- Rudy Gunawan /  Bambang Suprianto –  Huang Zhanzhong /  Jiang Xin: 15-7 / 15-6
- Ricky Subagja /  Rexy Mainaky –  Simon Archer /  Chris Hunt: 15-3 / 15-6
- Rudy Gunawan /  Bambang Suprianto –  Cheah Soon Kit /  Yap Kim Hock: 15-7 / 15-6
- Ricky Subagja /  Rexy Mainaky –  Rudy Gunawan /  Bambang Suprianto: 15-8 / 15-9

### Damendoppel
- Hisako Mizui /  Yasuko Mizui –  Ngan Fai /  Tung Chau Man: 15-9 / 15-7
- Helene Kirkegaard /  Rikke Olsen –  Mika Kihashi /  Miki Terao: 18-14 / 15-6
- Gil Young-ah /  Jang Hye-ock –  Miho Tomita /  Hiromi Yamada: 15-3 / 15-6
- Maria Bengtsson /  Margit Borg –  Hiromi Ohkubo /  Yoshimi Takaiwa: 15-7 / 15-4
- Eliza Nathanael /  Zelin Resiana –  Takako Ida /  Izumi Kida: 5-15 / 15-2 / 15-4
- Plernta Boonyarit /  Pornsawan Plungwech –  Kennie Asuncion /  Amparo Lim: 15-7 / 15-9
- Takae Masumo /  Chikako Nakayama –  Chen Li-chin /  Tsai Hui-min: 18-15 / 12-15 / 15-7
- Gillian Gowers /  Lisbet Stuer-Lauridsen –  Kirika Kawaguchi /  Yoshiko Yoshitomi: 15-1 / 15-7
- Catrine Bengtsson /  Christine Magnusson –  Saori Itoh /  Naomi Kawaguchi: 15-6 / 15-6
- Yoshiko Iwata /  Shinobu Sasaki –  Sarah Hardaker /  Joanne Muggeridge: 12-15 / 18-14 / 15-7
- Marlene Thomsen /  Anne Mette Bille –  Aiko Miyamura /  Akiko Miyamura: 15-8 / 17-14
- Kim Mee-hyang /  Kim Shin-young –  Tomomi Matsuo /  Masako Sakamoto: 17-15 / 15-8
- Ge Fei /  Gu Jun –  Hisako Mizui /  Yasuko Mizui: 15-6 / 15-5
- Gil Young-ah /  Jang Hye-ock –  Helene Kirkegaard /  Rikke Olsen: 15-10 / 15-10
- Julie Bradbury /  Joanne Goode –  Maria Bengtsson /  Margit Borg: 17-14 / 15-8
- Eliza Nathanael /  Zelin Resiana –  Plernta Boonyarit /  Pornsawan Plungwech: 15-5 / 18-14
- Gillian Gowers /  Lisbet Stuer-Lauridsen –  Takae Masumo /  Chikako Nakayama: 15-6 / 15-6
- Peng Xinyong /  Zhang Jin –  Catrine Bengtsson /  Christine Magnusson: 15-10 / 15-10
- Marlene Thomsen /  Anne Mette Bille –  Yoshiko Iwata /  Shinobu Sasaki: 15-2 / 11-15 / 18-15
- Finarsih /  Lili Tampi –  Kim Mee-hyang /  Kim Shin-young: 5-15 / 18-15 / 15-7
- Ge Fei /  Gu Jun –  Gil Young-ah /  Jang Hye-ock: 15-5 / 13-15 / 15-6
- Julie Bradbury /  Joanne Goode –  Eliza Nathanael /  Zelin Resiana: 15-8 / 15-5
- Peng Xinyong /  Zhang Jin –  Gillian Gowers /  Lisbet Stuer-Lauridsen: 15-7 / 15-5
- Finarsih /  Lili Tampi –  Marlene Thomsen /  Anne Mette Bille: 15-5 / 15-9
- Ge Fei /  Gu Jun –  Julie Bradbury /  Joanne Goode: 15-11 / 15-8
- Finarsih /  Lili Tampi –  Peng Xinyong /  Zhang Jin: 17-15 / 15-8
- Ge Fei /  Gu Jun –  Finarsih /  Lili Tampi: 15-11 / 15-8

### Mixed
- He Tim /  Tung Chau Man –  Akihiro Imai /  Miwa Kai: 15-9 / 15-5
- Nick Ponting /  Joanne Goode –  Lee Dong-soo /  Kim Mee-hyang: 15-7 / 15-8
- Liu Jianjun /  Ge Fei –  Pär-Gunnar Jönsson /  Maria Bengtsson: 15-6 / 15-4
- Flandy Limpele /  Dede Hasanah –  John Quinn /  Sarah Hardaker: 15-5 / 15-7
- Kim Dong-moon /  Kim Shin-young –  Antonio Mance jr. /  Amparo Lim: 15-0 / 15-1
- Jiang Xin /  Zhang Jin –  Atsuhito Kitani /  Shinobu Sasaki: 15-0 / 15-5
- Kang Kyung-jin /  Jang Hye-ock –  Chan Siu Kwong /  Ngan Fai: 15-4 / 15-9
- Jon Holst-Christensen /  Rikke Olsen –  Norio Imai /  Haruko Matsuda: 15-8 / 15-6
- Chen Xingdong /  Wang Xiaoyuan –  Simon Archer /  Julie Bradbury: 15-9 / 18-13
- Tri Kusharyanto /  Minarti Timur –  Chris Hunt /  Gillian Gowers: 15-5 / 15-11
- Ha Tae-kwon /  Gil Young-ah –  Sasiko Tanaka /  Akihiko Uemura: 15-5 / 15-4
- Jan-Eric Antonsson /  Astrid Crabo –  Ronald Magnaye /  Kennie Asuncion: 15-7 / 15-3
- Julian Robertson /  Joanne Muggeridge –  Kusamao Suzuki /  Helene Kirkegaard: w.o.
- Liang Qing /  Grace Peng Yun –  Neil Cottrill /  Akiko Michiue: w.o.
- Ricky Yu Qi /  Peng Xinyong –  Seiichi Watanabe /  Anne Mette Bille: w.o.
- Thomas Lund /  Marlene Thomsen –  He Tim /  Tung Chau Man: 15-7 / 15-5
- Liu Jianjun /  Ge Fei –  Nick Ponting /  Joanne Goode: 15-10 / 15-4
- Kim Dong-moon /  Kim Shin-young –  Flandy Limpele /  Dede Hasanah: 15-8 / 15-4
- Jiang Xin /  Zhang Jin –  Julian Robertson /  Joanne Muggeridge: 15-8 / 15-4
- Kang Kyung-jin /  Jang Hye-ock –  Liang Qing /  Grace Peng Yun: 15-8 / 15-10
- Tri Kusharyanto /  Minarti Timur –  Ricky Yu Qi /  Peng Xinyong: 15-9 / 15-6
- Ha Tae-kwon /  Gil Young-ah –  Jan-Eric Antonsson /  Astrid Crabo: 12-15 / 15-9 / 15-6
- Chen Xingdong /  Wang Xiaoyuan –  Jon Holst-Christensen /  Rikke Olsen: w.o.
- Thomas Lund /  Marlene Thomsen –  Liu Jianjun /  Ge Fei: 15-4 / 15-7
- Kim Dong-moon /  Kim Shin-young –  Jiang Xin /  Zhang Jin: 15-3 / 15-1
- Kang Kyung-jin /  Jang Hye-ock –  Chen Xingdong /  Wang Xiaoyuan: 15-3 / 18-13
- Tri Kusharyanto /  Minarti Timur –  Ha Tae-kwon /  Gil Young-ah: 15-11 / 12-15 / 15-5
- Thomas Lund /  Marlene Thomsen –  Kim Dong-moon /  Kim Shin-young: 15-4 / 14-17 / 15-10
- Tri Kusharyanto /  Minarti Timur –  Kang Kyung-jin /  Jang Hye-ock: 15-4 / 15-1
- Thomas Lund /  Marlene Thomsen –  Tri Kusharyanto /  Minarti Timur: 15-4 / 14-17 / 15-10